# Концепция добровольного вхождения Чечено-Ингушетии в состав России
Концепция добровольного вхождения Чечено-Ингушетии в состав России была выдвинута в 1970-х годах советским учёным В. Б. Виноградовым. Считая понятие «Кавказская война» условным, бессодержательным, хронологически аморфным, он предлагал ввести вместо него термины «интеграция» и «формирование государственного единства», в ходе которого имела место не внешняя война России за овладение Кавказом, а «„притирание“, органическое совмещение» Российской империи и горских обществ.
Эта концепция была востребована тогдашним руководством Чечено-Ингушетии во главе с первым секретарём Чечено-Ингушского обкома КПСС А. В. Власовым для укрепления государственности и усиления интернационального воспитания, одобрена Институтом истории Академии наук СССР и объявлена единственно верной. Позднее Виноградов писал, что его идея была политизирована и абсолютизирована. В период перестройки эта концепция была отвергнута большинством историков. Среди оппонентов концепция получила неофициальное название «виноградовщина».

## История
В СССР в начале 1970-х годов официальной наукой формировалась идеологема «новой исторической общности — многонационального советского народа». Этот процесс сопровождался усилением борьбы с национализмом и пропагандой интернационализма. По воспоминаниям Микаила Гуцериева, дети горцев в пионерских лагерях пели песни о Шамиле, имея в виду борьбу с русскими. Джохар Дудаев, учившийся на тот момент в 9-м классе, едва не был исключён из школы за сочинение о Шамиле как о руководителе национально-освободительного движения. Такие воззрения становились всё более актуальными из-за быстрого роста численности коренного населения республики и отъезда представителей других национальностей. По этим причинам вайнахи стремились активнее участвовать в делах Чечено-Ингушетии и требовали уважения к своей истории. Часть национальной интеллигенции возмущалась «русским засильем» и «колониальным статусом» республики. Ещё одним усугубляющим ситуацию фактором стали попытки власти подчинить себе ислам.
Концепция не была уникальным явлением, характерным только для Чечено-Ингушетии. В 1974 году 200-летие добровольного вхождения в состав России отметили в Северной Осетии, а Адыгея, Кабарда и Черкесия в 1957 году отпраздновали 400-летие вхождения. Поскольку такие торжества сопровождались награждением руководителей регионов и щедрыми финансовыми вливаниями, руководство Чечено-Ингушетии не хотело упускать свой шанс.
Поэтому партийные чиновники поручили историкам направить усилия на изучение истории дружбы народов СССР, сближения национальных меньшинств с русским народом и их добровольного включения в состав России. Кроме того, в 1969 году американский историк Л. Тиллетт опубликовал книгу, в которой утверждал, что историки СССР искусственно углубляли историю русско-кавказских отношений, толковали колониальную политику царизма как «добровольное присоединение», искажали историю движения Шамиля. В советской историографии книга Тиллетта была заклеймена как фальсификаторская.
Историк Н. П. Гриценко одним из первых отозвался на запросы власти. Из его трудов следовало, что славянско-кавказские отношения зародились примерно в VIII—XIII веках. В качестве обоснования он ссылался на устаревшие советские исследования конца 1940-х годов с целью максимально расширить границы Тмутараканского княжества.
При этом пропаганда грузинского влияния не поощрялась. В 1940 году грузинские исследователи могли свободно писать о подчинении христиан Чечни и Дагестана в средние века грузинской церкви и включении чеченцев в феодальные структуры Грузии. В 1960-е годы автор подобной работы был подвергнут жёсткой критике, так как не показал борьбу горцев против посягательств Грузии. Таким образом, историки могли писать о «добровольном вхождении» только в состав России.
В основе концепции добровольного вхождения лежала идея прогрессивности этого вхождения. Впервые об этом было заявлено руководством Чечено-Ингушетии в июле 1973 в Грозном в ходе научной конференции, где обсуждались «Очерки истории Чечено-Ингушской АССР». Говоря о недостатках этой книги, Х. Х. Боков, на тот момент бывший секретарём Чечено-Ингушского обкома КПСС по идеологии, сказал, что авторы «Очерков» должны были более аргументировано показать смертельную опасность Ирана и Турции для народов Кавказа. По его словам, вхождение в состав Российской империи было для этих народов спасением от физического уничтожения. Действия горцев, до того считавшиеся советской историографией национально-освободительной борьбой, предлагалось объяснять провокациями иранских и турецких агентов, а действия русских войск, в этой трактовке, были лишь ответом на эти провокации. Эти идеи, поддержанные другими местными чиновниками, получили одобрение В. П. Шерстобитова, заместителя директора Института истории СССР. А. М. Некрич усмотрел в этом возрождение шовинистических подходов к истории Кавказской войны, имевшие место в трудах местных историков в конце 1940-х — начале 1950-х годов.
На деле в тот период Чечня и Ингушетия не представляли собой политически единых образований. Территории были населены отдельными общинами и лидер каждой из них вёл собственную политику. Заявления о подданстве были лишь игрой на интересах противоборствующих в регионе держав. Это подданство считалось возможным разорвать в любой удобный момент, чтобы через какое-то время вновь восстановить. Подобные заявления могли делаться одновременно различным противостоящим силам. По этим причинам суждения разных историков о датах «окончательного вхождения в состав России» сильно различались. Сторонниками концепции шейх Мансур изображался как проводник османской политики, а Шамиль — как реакционер и создатель теократической деспотии. Ими предлагалось отказаться от термина «колониализм» в отношении политики самодержавия на Кавказе. Также Виноградов писал о некоем «боевом содружестве» русских и горцев «против реакционной политики имама Шамиля». Фактически концепция обосновывала неспособность чеченцев и ингушей к самостоятельному историческому развитию.
О предстоящем юбилее заговорили в сентябре 1978 года в Грозном во время проходившей здесь всесоюзной научной конференции. Во вступительном слове первый секретарь обкома КПСС А. В. Власов обратил внимание на необходимость исследования «тесных связей русского народа с народами Кавказа». Выступивший следующим директор Института истории СССР академик А. Л. Нарочницкий высказал убеждение, что празднование 200-летия вхождения республики в состав России «будет иметь большое общественное значение». Но точная дата «добровольного вхождения» ими названа не была. Это сделали С. Ц. Умаров и В. Б. Виноградов незадолго до конференции — они сообщили, что историческое событие произошло в январе 1781 года. Последний стал главным инициатором торжеств по этому случаю.
После этого местные печать и телевидение стали навязывать населению представление о мирном характере отношений горцев с казаками, совместной борьбе с иностранной агрессией, одновременно затушёвывая противоречия между ними. Виноградов писал, что горцы мечтали о присоединении к России, а феодалы этому всеми способами мешали. В республике была выпущена целая серия значков и другой сувенирной продукции, посвящённая двухвековому юбилею «добровольного вхождения».
«Виноградовщина» не пользовалась единогласной поддержкой специалистов. Кавказовед Л. И. Лавров оспаривал тезисы Виноградова: не все чеченские общества присягнули России в 1781 году; такие присяги не означали автоматического вхождения в состав России; царские чиновники не появлялись в расположении чеченских обществ без охраны и предварительной договорённости; чиновники и офицеры писали только о покорении Чечни силой оружия. Он также предупреждал, что торжества по случаю юбилея вызовут отторжение со стороны местного населения. Однако его записка была «утрачена» чиновниками.
На научной конференции, прошедшей в Грозном в октябре 1979 года А. В. Власов пытался доказать, что советский народ как новая историческая общность имеет глубокие исторические корни. Концепция получила одобрение республиканского партийно-государственного актива, руководства Института истории СССР, специальной межинститутской комиссии. По бюрократическим причинам было решено совместить празднование юбилея с другой круглой датой — 60-летием основания Чечено-Ингушетии. В 1982 году властями был организован целый ряд праздничных мероприятий, посвящённых празднованию двух юбилеев. Чечено-Ингушетию наградили орденом Трудового Красного Знамени. Наград были удостоены также руководители республики (Власову был вручён орден Ленина), и авторы концепции (в 1978 году Виноградов стал «Заслуженным деятелем науки ЧИ АССР», а в 1982 году — «Заслуженным деятелем науки РСФСР»). При этом обсуждения вопросов Кавказской войны не происходило. Более того, авторы концепции называли Кавказскую войну мифом, а термин — выдуманным. В 1991 году проживавший в Чечено-Ингушетии историк Леонид Колосов писал:
Таким образом, то, что казалось дворянским историкам бесспорным фактом — наличие Кавказской войны, яростное сопротивление народных масс, безуспешные попытки царских генералов покорить свободолюбивый и независимый народ, — вдруг в нынешние времена стало ставиться под сомнение. Война, в которой чеченцев не удалось поставить на колени, вдруг стала называться «так называемой Кавказской войной».
В то же время тема депортации чеченцев и ингушей находилась под негласным запретом. В материалах, посвящённых истории республики, писали о героизме горцев в годы Великой Отечественной и Гражданской войн, но выселение вайнахов замалчивалось. Также был табуирована тема осетино-ингушского конфликта. Попытка Халида Ошаева опубликовать книгу о вайнахах, защищавших Брестскую крепость, наткнулась на массу препонов. В конечном итоге Ошаева перестали публиковать и заставили написать письмо с раскаянием в своей деятельности. С сильным давлением при своих попытках объективно отразить депортацию столкнулись авторы «Истории народов Северного Кавказа», готовившие свою книгу в 1980-х годах.
Фактически концепция «добровольного вхождения» имело очевидное родство с дореволюционной шовинистической историографией и подходами позднего сталинизма. Она прикрывала повседневную практику дискриминации горцев и их религии. Специалисты полагают, что антиисламизм советской власти в 1980-е годы был связан с революцией в Иране и войной в Афганистане.
Навязывание концепции вызывало возмущение национальной интеллигенции, но «виноградовщина» находилась под защитой властей. Её пропагандировали средства массовой информации, преподавали в школах и вузах. Сам Виноградов, назначенный на должность советника обкома КПСС по идеологии, де-факто стал главным цензором республики. Он сам заказывал учёным статьи и редактировал их по своему вкусу.
Группа вайнахских историков (Абдулла Вацуев, Магомед Музаев, Хусейн Ахмадов и другие), осмелившихся критиковать концепцию, подверглась преследованиям: они были лишены возможности публично высказывать свои взгляды, их обвинили в национализме и уволили с работы. По мнению одного из чеченских учёных, под вывеской «дружбы народов» в республике происходил «настоящий этноцид». Одной из форм протеста были многочисленные попытки взорвать памятник Ермолову или облить его краской.

### Крушение концепции
Давление властей вынуждало вайнахских учёных создавать альтернативные версии истории. Эти версии нашли своё отражение в школьных учебниках истории на ингушском и чеченском языках, что вызвало раздражение республиканского обкома, возмутившегося «искажением глубоких взаимосвязей исторических судеб братских народов». Но сопротивление концепции было таким, что в 1988 году её автор жаловался на трудности распространения концепции, а книги, издававшиеся с этой целью, стали библиографической редкостью.
Переломным моментом в судьбе концепции стала прошедшая в Махачкале в ноябре 1987 года конференция, посвящённая российско-дагестанским отношениям. На конференции концепции «горской экспансии» М. М. Блиева и «добровольного вхождения» В. Б. Виноградова были подвергнуты резкой критике как конъюнктурные, антинаучные, шовинистические, не соответствующие требованиям научной этики, фальсифицирующие историю национально-освободительного движения на Северном Кавказе.
В июне 1989 года в Махачкале прошла новая конференция, посвящённая Кавказской войне. Конференция стала новым этапом в борьбе с концепцией. Многие участники резко критиковали концепцию, усматривая в ней оправдание экспансионистской политики Российской империи. Академик Г. Г. Гамзатов указал, что концепция является почвой для рассуждений о «генетической несовместимости горцев и русских». Р. М. Магомедов показал связь подобного рода концепций со сталинской идеологической кампанией начала 1950-х годов. Резолюция конференции отмечала антиколониальный, освободительный характер борьбы горцев, которая была направлена не против русского народа, а против царизма. Концепции Виноградова и Блиева были решительно отвергнуты. Столкнувшись с публичным осуждением, Виноградов назвал действия участников травлей и, не дожидаясь окончания, покинул конференцию.
На II съезде ингушского народа, проходившего в Грозном 9—10 сентября 1989 года, доктор исторических наук, профессор Х.-М. Ибрагимбейли публично раскритиковал концепцию и назвал В. Б. Виноградова «фальсификатором истории». По его словам, по инициативе Виноградова, противников концепции — чеченских и ингушских учёных — увольняли из Чечено-Ингушского научно-исследовательского института истории, языка и литературы. Учёные, которые осмеливались выступить против концепции, были подвергнуты гонениями, увольнялись с работы, получали партийные взыскания.
Тем не менее, в Чечено-Ингушетии несогласие с «виноградовщиной» даже после начала перестройки считалось проявлением антисоветизма. Публично высказать своё несогласие противники концепции не могли. Но в 1988 году был создан Народный фронт Чечено-Ингушетии (НФЧИ), который, помимо прочего, требовал исторической правды. Поначалу деятельность Народного фронта преследовалась властью, но информационная блокада была прорвана. В том же году при обкоме ВЛКСМ было создано научно-просветительское общество «Кавказ». Историки, создавшие общество, стали поднимать прежде запретные темы культуры и истории вайнахов. Это провоцировало недовольство властей, но запретить деятельность клуба не удалось. В 1989 году Народный фронт стал издавать бюллетень «Нийсо» (чечен. Справедливость) и оппозиционные деятели получили трибуну для своих высказываний.
Новым секретарём обкома КПСС по вопросам идеологии вместо Виноградова был назначен А. Д. Яндаров.
Для борьбы с оппонентами Виноградов создал в Чечено-Ингушском государственном университете межвузовскую кафедру по истории народов Северного Кавказа. На этой кафедре он стремился развивать идеи, которые, как он думал, создавали бы позитивные отношения между вайнахами и русскими. Одним из главных элементов этой работы была концепция добровольного вхождения. Одновременно оппозиционным историкам под давлением парткома университета было запрещено публиковать свои работы в бюллетене «Нийсо».
После прихода к власти в республике Доку Завгаева либерально настроенные национальные кадры потеснили в кабинетах власти партийную номенклатуру. Виноградов по-прежнему получал поддержку идеологического отдела обкома партии, но его монопольное положение в национальной историографии было подорвано, а его оппоненты получили неограниченный доступ к средствам массовой информации. Одними из главных требований национального движения на начальных его этапах были отказ от «виноградовщины» и прекращение преследований её противников. Концепция Виноградова трактовалась представителями национального движения как оскорбительная для национальных меньшинств Кавказа и антинаучная. Раздавались требования лишить сторонников концепции полученных ими наград и регалий. Противниками концепции была проведена демонстрация перед домом Виноградова, в ходе которой его объявили врагом чеченского народа.
В научных учреждениях республики прошла череда дискуссий, в которых участники зачастую единогласно осуждали концепцию. Эти дебаты выплеснулись на страницы местной прессы, где «виноградовщина» подвергалась жёсткой критике. Волна критики вынудила авторов и сторонников концепции оправдываться. Так, сам Виноградов писал, что до 1979 года в научных кругах существовало разнообразие мнений. Но затем концепция местной властью была названа «единственно верной» и использована как повод для организации торжеств 1982 года. Также Виноградов отчасти признавал свою вину в распространении концепции, умалчивая, однако, о своей главной роли в её возникновении, пытался пересмотреть прежние взгляды, но его имидж в республике был безнадёжно испрочен.
В августе 1990 года республиканская партконференция осудила «виноградовщину». Примерно в это время была создана депутатская комиссия, которая должна была рассмотреть правомерность присвоения Виноградову званий Заслуженного деятеля науки ЧИ АССР и РСФСР, а его соратнику С. Умарову — звания Заслуженного деятеля науки ЧИ АССР и оценить концепцию Виноградова. Одним из предложений комиссии было восстановление уволенных с работы оппонентов концепции. Но Верховный Совет республики не рассматривал предложений комиссии.
Жёстко критиковалось руководство Чечено-ингушского университета, которое участвовало в распространении концепции и преследованиях оппонентов. Эти действия трактовались противниками концепции как злоупотребление властью. Ректор университета В. А. Кан-Калик, занявший эту должность в 1987 году, не мог нести ответственности за события, происходившие до его назначения. Но местными радикалами Кан-Калик был включён в число «врагов народа», а в 1991 году похищен и убит неизвестными.
Виноградов после этого события тут же покинул республику и переехал в Армавир, где стал профессором кафедры отечественной истории Армавирского государственного педагогического института. За ним в тот же институт уехали некоторые его ученики, где продолжили разработку концепций российского присутствия на Кавказе как гаранта мира и сотрудничества между народами. При этом они славят царских генералов, известных своей жестокостью в ходе Кавказской войны.